# Ипсилон-мезон
Ипсилон-мезоны (ϒ) — нейтральные элементарные частицы с изотопическим спином 0, являющиеся мезонами со скрытой прелестью. Они представляют собой систему из b-кварка и b-антикварка (боттомоний) с чётным орбитальным квантовым числом.
Первый ипсилон-мезон ϒ(1S) был открыт в лаборатории Фермилаб в 1977 году в эксперименте E288.

## Характеристики
Ипсилон-мезоны являются истинно нейтральными частицами, то есть являются античастицей для самого себя.
| Частица | Кварковый состав            | Энергия покоя, МэВ    | IG | JPC | Q | S | c | b | Среднее время жизни, с | Основная мода распада |
| ------- | --------------------------- | --------------------- | -- | --- | - | - | - | - | ---------------------- | --------------------- |
| ϒ(1S)   | {\displaystyle b{\bar {b}}} | 9460,40 ± 0,09 ± 0,04 | 0− | 1−− | 0 | 0 | 0 | 0 | 1,218⋅10−20            |                       |
| ϒ(2S)   | {\displaystyle b{\bar {b}}} | 10023,40 ± 0,5        | 0− | 1−− | 0 | 0 | 0 | 0 |                        |                       |
| ϒ(3S)   | {\displaystyle b{\bar {b}}} | 10355,10 ± 0,5        | 0− | 1−− | 0 | 0 | 0 | 0 |                        |                       |
| ϒ(4S)   | {\displaystyle b{\bar {b}}} | 10579,40 ± 1,2        | 0− | 1−− | 0 | 0 | 0 | 0 |                        |                       |